# Јозеф Масопуст
Јозеф Масопуст (чеш. Josef Masopust; Мост, 9. фебруар 1931 — Прaг, 29. јун 2015) био је чехословачки репрезентативац и тренер. Играо је у одбрани.

## Каријера
Дебитовао је у дресу Водотерме из Теплица 1950. године. После две године прелази у Дуклу из Прага. Прославио се као првотимац Дукле са којом је у периоду од 1952. до 1968. освојио осам националних првенстава (1953, 1956, 1958, 1961—1964, 1966) и четири купа Чехословачке (1952, 1961, 1965, 1966). У чехословачкој лиги одиграо је укупно 386 утакмица и постигао 79 голова. Каријеру је наставио у Белгији као стандардни репрезентативац Моленбека (1968—1970).
Масопуст је као репрезентативац Чехословачке од (1954 — 1966) одиграо 63 утакмице и постигао 10 голова. Прославио се на Светском првенству 1962. у Чилеу. У финалу против Бразила, на најбољи могући начин, промовисао је своју специјалност — слалом дриблинг. Предрибловао је четворицу Бразилаца и затресао мрежу. У клубу је светских фудбалских великана, а 1962. године добио је Златну лопту као најбољи фудбалер Европе.
По завршетку играчке каријере остао је у фудбалу као тренер Дукле, Збројовке и клубова у Белгији. Од 1984 — 1987. био је селектор репрезентације Чехословачке, а од 1988 — 1991. олимпијског тима Индонезије.